# Заемане на електронни книги
Отдаването под наем и в заем на електронни книги е практика, при която достъпът до вече закупени файлове за изтегляне или онлайн четене на електронни книги се предоставя на други хора за ограничено време. То действа чрез управлението на цифровите права, вградени в електронните книги, публикувани в онлайн магазини, като ограничава достъпа до закупен файл на електронна книга до заемащия я, което на свой ред води до загуба на достъп до файла от купувача за периода на заема. Отдаването в заем на електронни книги се различава от заемането на печатни книги. Библиотеките винаги са били в състояние физически да придобиват и отдават в заем книги, без да изискват специално разрешение от издателите. Придобиването и заемането на електронни книги обаче включва създаването на копия, които биха могли да засегнат интереса на правопритежателите в много по-голяма степен, отколкото в случая с книги на материален носител, тъй като дематериализираните цифрови копия на електронни книги не се увреждат при използване и поради това на евентуалния пазар на книги „втора употреба“ са идеални заместители на новите. В резултат на това издателите решават условията, при които библиотеките могат да получат достъп до книги за електронно заемане.

## Европейски съюз

### Нормативна уредба
Според Директива 2006/115/ЕО на Европейския парламент и Съвета от 12 декември 2006 г. за правото на отдаване под наем и в заем, както и за някои права, свързани с авторското право в областта на интелектуалната собственост, „отдаване под наем“ означава предоставянето за използване за ограничен срок и с пряка или непряка икономическа или търговска изгода, докато с понятието „отдаване в заем“ се има предвид предоставяне за използване за ограничен срок и без пряка или непряка икономическа или търговска изгода, когато се извършва чрез институции, достъпни за публиката.

### Съдебна практика
През 2016 г. Съдът на ЕС се занимава с въпроса за режима на отдаване в заем на книги в цифров формат от обществени библиотеки по делото Vereniging Openbare Bibliotheken (VOB). Спорът по главното производство е между сдружение, обединяващо нидерландските обществени библиотеки, и фондация, занимаваща се със събиране на възнаграждението, дължимо на авторите във връзка с отдаването под наем и в заем на произведения. Технологично даването в заем представлява следното: електронен екземпляр от произведението е качен на сървъра на обществената библиотека, а ползвателят възпроизвежда посочения екземпляр, сваляйки го на компютъра си. В срока на заемане може да бъде свалян само един екземпляр от произведението, а след изтичането на този срок сваленият от същия ползвател екземпляр повече не може да бъде ползван.
Според тълкуванието на Съда понятието „даване в заем“ по смисъла на Директива 2006/115 обхваща и отдаването в заем на екземпляр от електронна книга, по модела „one copy, one user“ и в този смисъл с оглед дейността на библиотеките и тяхната специална функция в обществен интерес, която изпълняват, все пак при определени условия книгата в цифров формат се равнява на тази на хартиен носител, като все пак, Съдът изрично прави уговорката, че нематериалните обекти не се равняват на материалните за целите на отдаването под наем.
В тази връзка, българските библиотеки имат право да дават в заем електронни книги по същия начин, по който дават материални книги. Това, което следва да съблюдават в този процес, са техническите изисквания според европейската съдебна практика – книгата да е от законен източник; броят на екземплярите отдавани в заем да кореспондира на броя екземпляри, притежавани от библиотеката (принципа „one copy – one user“); да е налице техническа възможност потребителят да не може да ползва е-книгата след като изтече срока на заема, така че да се имитира „връщане“ на електронното копие в библиотеката. Когато институцията изпълнява тези условия, тя не се нуждае нито от изрично разрешение от автор или издател, нито от друга форма на лицензиране, включително колективно, за да дава в заем електронни книги.

## САЩ
Към 2014 г. над 90% от обществените библиотеки в САЩ предлагат отдаване в заем на електронни книги. Много от тези библиотеки използват Rakuten OverDrive, който осигурява достъп до електронни книги на около 43 000 библиотеки и училища в 76 страни. OverDrive е единствената услуга за eLending, която работи с Amazon Kindle, но тази функционалност е ограничена само до читатели на библиотеки в САЩ.
От 2011 г. HarperCollins позволява на библиотеките да заемат своите електронни книги само 26 пъти преди изтичането на лиценза, когато книгата бива изтрита от колекцията. През 2018 г. Penguin Random House обяви, че всичките ѝ книги ще бъдат достъпни само с двугодишни лицензи, след което също ще бъдат изтрити от колекциите. Hachette Book Group предоставя на разположение за библиотечно електронно заемане някои от книгите си в Съединените щати и Канада, но отказва да го направи в страни от Британската общност като Великобритания, Австралия и Нова Зеландия. Amazon Publishing е петият по големина доставчик на електронни книги в света, но към края на 2019 г. също отказва да ги лицензира за обществени библиотеки (във всички страни).
Заемането на електронни книги се превръща в нарастваща практика в началото на 2010 г. за обществените библиотеки, както и за независимите общности за предоставяне на електронни книги; последният е все по-често приложим, особено за книги, които не се предлагат във форматите Kindle на Amazon Kindle, Mobipocket или Barnes & Noble Nook. Появяват се уебсайтове като Lendle.me и bookLending.com, за да се улесни отдаването под наем и в заем на електронни книги между непознати. В проучване сред библиотекарите с междубиблиотечно отдаване в заем бе установено, че 92% от библиотеките държат електронни книги в своите колекции, и че 27% от тези библиотеки са договорили права за междубиблиотечно отдаване в заем за някои от своите електронни книги.
Придобиването, управлявано от търсенето (DDA – Demand-driven acquisition), съществува от няколко години в обществените библиотеки, което позволява на доставчиците да рационализират процеса на придобиване, като предлагат да съвпадат профила за избор на библиотека със заглавията на електронните книги на доставчика. След това каталогът на библиотеката се попълва със записи на всички електронни книги, които съответстват на профила на библиотеката. Решението за закупуване на заглавието е оставено на посетителите, въпреки че библиотеката може да зададе условия за закупуване като максимална цена и капацитети за закупуване, така че специалните средства да се изразходват в съответствие с бюджета на библиотеката. На срещата на Асоциацията на американските университетски издателства през 2012 г. беше включен панел за DDA на книги на университетски издателства въз основа на предварителен доклад на Джоузеф Еспозито, консултант по дигитално публикуване, който е изучавал последиците от PDA – Patron-driven acquisition (модел, при който библиотеката закупува материали само когато е ясно, че посетител ги иска) с безвъзмездна финансова помощ от Фондация Andrew W. Mellon.
Някои издатели се опасяват, че даването на книги в заем може да възпре хората да купуват книги. Заемането на електронни книги обаче има потенциала да увеличи откриваемостта на книги, насърчавайки читателите да изпробват нови автори и жанрове, което води до увеличаване на покупките. Проектът Panorama отчита и положителни резултати, когато OverDrive откроява книги като част от кампаниите си за четене в общността „Big Library Read“. Когато книгата на начинаещия автор Дженифър Макгаха „Flat Broke With Two Goats“ беше избрана за „Big Library Read“ през април 2018 г., книгата беше включена в регистрите на над 14 700 обществени библиотеки в САЩ и продажбите нараснаха с 818% за електронни книги и 201% за печатни.
През декември 2010 г. Amazon предостави възможността на потребителите на Kindle да заемат електронни книги на приятели за 14-дневен период. Не всички книги обаче поддържат този формат.

## Алтернативни методи за отдаване
Амазон управлява библиотека за заемане между собственици на Kindle, която позволява на платените потребители на Amazon Prime да заемат от колекция от над 600 000 електронни книги без краен срок, като книгите се доставят на устройства Kindle и Kindle Fire, но не и на безплатните приложения за четене на Kindle за други платформи. Една и съща книга може да бъде заета от няколко потребители едновременно и потребителите могат да пазят дадена книга толкова дълго, колкото искат. Алтернативно на това, книгите, които са в обществено достояние и в публичен домейн, могат да бъдат изтеглени в различни формати от много сайтове като archive.org.